# أوجغاز عليا
أوجغاز عليا هي قرية في مقاطعة خلخال، إيران. عدد سكان هذه القرية هو 821 في سنة 2006.